# Хірург (фільм)
«Хірург» — кінофільм режисера Кріса Шварца, що вийшов на екрани в 2008 році.

## Зміст
Ейден приходить до тями у палаті. Хтось міцно зафіксував його на ліжку, а приміщення лише віддалено схоже на лікарню. Підсвідомо воно викликає асоціації з бойнею, стільки навколо крові на підлозі і стінах. І дуже скоро герой зрозуміє, що ці асоціації не позбавлені сенсу, адже він став черговою жертвою маніяка, який любить проводити над своїми жертвами різні операції. Переважно без наркозу...

## Ролі
| Актор         | Роль |
| ------------- | ---- |
| Джанет Грін   | -    |
| Кріс Шварц    | -    |
| Донован Шварц | -    |
| Боб Строуз    | -    |
| Бретт Вілсон  | -    |

## Знімальна група
- Режисер — Кріс Шварц
- Сценарист — Кріс Шварц
- Продюсер — Кріс Шварц
- Композитор — Стівен Хіро